# På farlig mark (1952)
På farlig mark, amerikansk film från 1952 baserad på Vereen Bells roman Swamp Water.

## Handling
Jägaren Ben Tyler letar efter sin hund i Okefenokees träskmarker i Georgia. Han träffar Jim Harper, som flera år tidigare anklagades för mord och sedan dess gömmer sig i träskmarkerna tillsammans med sin dotter Laurie. Ben och Laurie förälskar sig i varandra och Ben försöker övertala Jim att återvända från vildmarken och rentvå sitt namn.

## Om filmen
Filmen är inspelad i Okefenokee och hade världspremiär i Waycross, Georgia den 16 juli 1952.

## Rollista
- Jean Peters – Laurie Harper
- Jeffrey Hunter – Ben Tyler
- Constance Smith – Noreen McGowan
- Walter Brennan – Jim Harper
- Tom Tully – Zack Taylor
- Harry Shannon – Pat McGowan
- Will Wright – sheriff Brink
- Jack Elam – Dave Longden
- Harry Carter – Ned Tyler

### Ej krediterade
- Robert Adler – Will Stone
- Heinie Conklin – stadsbo på logdansen
- Norman Field – vicesheriff
- Pat Hogan – Harry Longden
- Ted Jordan – ung man
- Robert Karnes – Jack Doran
- Ann Kunde – gäst vid squaredansen
- Mary Parker – änkan Sutton
- Dale Robertson –	berättare (röst)
- Sherman Sanders – caller vid squaredansen
- George Spaulding – Sloan
- Dub Taylor – sheriff Jepson
- Al Thompson – Shep Rigby
- Charles Wagenheim – stadsbo

## Musik i filmen
- Old Starry Hill, framförd av Walter Brennan
- Turkey in the Straw
- Coming thro' the Rye
- Oh, Dem Golden Slippers

### Webbkällor
- På farlig mark på Internet Movie Database (engelska)